# Bieringen (Rottenburg)

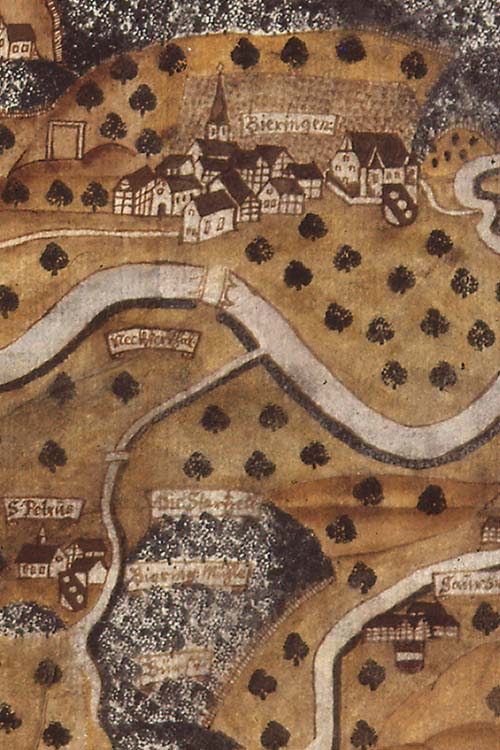
Bieringen mit Kirche und Schloss (Ansicht um 1605)

Bieringen ist ein Stadtteil von Rottenburg am Neckar im Landkreis Tübingen in Baden-Württemberg (Deutschland).

## Geographie

### Geographische Lage
Bieringen liegt rund sieben Kilometer südwestlich von Rottenburg und 14 Kilometer östlich von Horb am Neckar im Neckartal, auf der orografisch linken Seite des Flusses. Gegenüber dem Ortskern mündet, aus südlicher Richtung kommend, die Starzel in den Neckar.

### Ausdehnung
Die Gemarkungsfläche des Ortes beträgt 686 Hektar. Davon entfallen 52,9 % auf landwirtschaftliche Fläche, 37,2 % auf Waldfläche, 7,5 % auf Siedlungs- und Verkehrsfläche, 1,2 % auf Wasserfläche und 0,6 % auf die übrige Nutzung.

## Geschichte
Am 1. April 1972 wurde Bieringen in die Stadt Rottenburg am Neckar eingemeindet und verließ somit den Landkreis Horb.

## Bevölkerung
Bieringen gehört zu den kleineren Stadtteilen Rottenburgs. Bei einer Einwohnerzahl von 651 (Stand: Ende Juni 2013) und einer Fläche von 6,86 km² beträgt die Bevölkerungsdichte 100 Einwohner pro Quadratkilometer.

## Religion
Der Ort ist überwiegend katholisch.

## Persönlichkeiten
- Karl Freiherr von Pflummern (1787–1850), bayerischer Generalmajor und Festungskommandant von Landau (Pfalz), geboren in Bieringen
- Rafael Stahl (1845–1899), Erfinder und Unternehmensgründer, geboren in Bieringen

## Verkehr
Der Bahnhof Bieringen (b Horb) liegt an der Bahnstrecke Plochingen–Immendingen. Es besteht eine etwa einstündliche Verbindung nach Rottenburg/Tübingen und nach Horb.